# Ehrenplakette des Luftgaukommandos Moskau
Die Ehrenplakette des Luftgaukommandos Moskau war eine nichttragbare Auszeichnung der deutschen Luftwaffe während des Zweiten Weltkrieges, die vom General der Flieger Veit Fischer 1942 für die Angehörigen des Luftgaukommandos Moskau gestiftet wurde. Zunächst nur als Auszeichnung für Verdienste im Winterfeldzug 1941/42 gedacht, wurde jedoch auch eine Ehrenurkunde für besondere Verdienste 1942–1943 verliehen. Es ist unklar, ob es sich dabei um eine Nachfolgeauszeichnung nebst unbekannter Plakette handelt oder nur die Ehrenurkunde verliehen wurde.
Die aus Böttgersteinzeug hergestellte braune Plakette ist 187 mm hoch, 126 mm breit und zeigt auf ihrer Vorderseite drei Zwiebeltürme, die an die Darstellung der Basilius-Kathedrale in Moskau erinnern, die wiederum von dem Hoheitsabzeichen der Luftwaffe mit sonnenstrahlartiger Umrandung überragt werden. Unter den Zwiebeltürmen ist die dreizeilige Inschrift: FÜR TATKRÄFTIGEN EINSATZ / IM WINTERFELDZUG / 1941 – 1942 zu lesen, wobei die Jahreszahlen von Lorbeerzweigen mit Früchten flankiert werden. Unmittelbar daran anschließend folgt die fünfzeilige Inschrift: DER KOMMANDIERENDE GENERAL / u. BEFEHLSHABER IM LUFTGAU / MOSKAU / Fischer, letzteres als Faksimile und abschließend sein Rang GENERAL DER FLIEGER. Die Rückseite der Plakette ist, abgesehen von dem mittigen Wappen der Meißner Porzellanmanufaktur sowie der darunter liegenden Inschrift: STAATLICH MEISSEN / BÖTTGER STEINZEUG, glatt und leer und zeigt am oberen Kopf eine Aufhängevorrichtung in der Form von fünf Löchern, durch die ein dünner Strick zum Aufhängen gezogen werden kann. Ausgehändigt wurde die Plakette in einem dunkelblauen Etui mit dazugehöriger Verleihungsurkunde.